# Hylaeus deceptorius
Hylaeus deceptorius là một loài Hymenoptera trong họ Colletidae. Loài này được Benoist mô tả khoa học năm 1959.